# A43高速公路
A43高速公路是法国的一条高速公路，全长185千米，于1972年开工，2001年全线建成通车。A43始于里昂，终于巴尔多内恰，与A46、A432、A48、A41相连。A43也是欧洲E70公路的一部分。